# Ермаковская (Коношский район)
Ермаковская — деревня в Коношском районе Архангельской области. Входит в состав Тавреньгского сельского поселения.

## География
Находится в юго-западной части Архангельской области на расстоянии приблизительно 40 км на восток-юго-восток по прямой от административного центра района поселка Коноша на правом берегу речки Тавреньга.

## История
В 1859 году здесь (деревня Вельского уезда Вологодской губернии) было учтено 10 дворов.

## Население
Численность населения: 77 человек (1859 год), 20 (русские 100 %) в 2002 году, 17 в 2010.